# وانغ تشين
وانغ تشين ( بالصينية : بينين: وانغ تشين ؛ من مواليد السابع من أغسطس عام 1962) ، هو طبيب أمراض الرئة الصيني ، يشغل حالياً منصب نائب رئيس الأكاديمية الصينية للهندسة ورئيس كلية بكين الطبية. وهو عضو في جمعية المستشفيات الصينية ونقابة الأطباء الصينيين .
ولد وانتغ في ديزهو ، شاندونغ ، في السابع من شهر أغسطس عام 1962. وتخرج من جامعة كابيتال للعلوم الطبية ، حيث حصل على درجة البكالوريس عام 1985 وحصل على درجة الدكتوراة عام 1991، وكلا التخصصين في الطب. أجرى أبحاث ما بعد الدكتوراه في جامعة تكساس في عام 1994 .
عمل في مستشفى بكين تشاويانغ بين عامي 1993 و2013 ، حيث كان على التوالي نائب المدير ونائب الرئيس والرئيس. من يناير 2013 إلى سبتمبر 2014 ، كان لديه مهمة قصيرة لوزارة الصحة. في شهر سبتمبر عام 2014 ، عُيّن رئيسًا لمستشفى الصداقة الصينية اليابانية. بعد إنهاء هذا المكتب في شهر يناير عام 2018 ، أصبح رئيسًا لكلية الطب في اتحاد بكين. كان نائب رئيس الأكاديمية الصينية للهندسة في شهر مايو عام 2018.
في الخامس من شهر فبراير عام 2020 ، أجرى باي يانسونج مقابلة مع وانغ على شاشة التلفزيون الوطني الصيني وقال إن الوضع في ووهان قاتم ، ولم يتم إدخال عدد كبير من المرضى إلى المستشفى في الوقت المناسب ، وهو ضغط كبير ؛ كان من أوائل المدافعين
البارزين عن مستشفيات فانتشانغ لمرضى كوفيد-19 في الصين.(1)
وهو مندوب في المؤتمر الوطني التاسع عشر للحزب الشيوعي الصيني وعضو في اللجنة الدائمة الثالثة عشرة للمؤتمر الاستشاري السياسي للشعب الصيني.
المساهمات
خلال تفشي السارس في بكين عام 2003 ووباء الإنفلونزا عام 2009 ، عُيّن رئيسًا لمجموعة الخبراء السريريين الوطنيين ، لصياغة سلسلة من إجراءات التشخيص والعلاج لعلاج عدد كبير من المرضى.

## التكريم والجوائز
1. في شهر نوفمبر عام 2013 عُيّن عضو الأكاديمية الصينية للهندسة (CAE).
2. في شهر ديسمبر عام 2019 نال جائزة Wu Jieping الطبية.